# Acción de la Venta de Echavarri
La Acción de la venta de Echavarri fue un enfrentamiento durante la Primera Guerra Carlista entre las fuerzas carlistas de Tomás de Zumalacárregui y las isabelinas de Joaquín de Osma a unos 15 kilómetros al este de Vitoria el día 28 de octubre de 1834.

## Antecedentes
El 21 de octubre de 1834 llegó al cuartel isabelino de Joaquín de Osma, comandante general de las provincias vascas, con residencia en Vitoria, la noticia de que el carlista Zumalacárregui había abandonado Navarra y atravesado el Ebro a la altura de Cenicero. Osma envió a la división de Manuel O'Doyle, acantonada en Vitoria, a cortarle la retirada. La división se componía de los regimientos 1º y 2º de la Reina, 1º de África, 1º y 2º de Carabineros y el batallón de Bujalance. O'Doyle debería perseguir al enemigo únicamente en el territorio alavés y debería volver a Vitoria por Maeztu y Alegría de Álava. La tropa isabelina no encontró a Zumalacárregui que ya había vuelto de su expedición a La Rioja y estaba acampado en el valle de La Berrueza en Navarra.
La división llegó el 26 de octubre de 1834 a Alegría de Álava, recibiendo allí la orden de dispersar la tropa, debiendo quedar O'Doyle en esta localidad con el primer batallón de la Reina, el primero de África, las dos piezas de montaña de que disponía la división y una sección de caballería. Las restantes fuerzas debían acantonarse aquella misma tarde en Guevara, Arroyabe y Ullíbarri-Gamboa, localidades distantes seis, doce y trece kilómetros al norte de Alegría de Álava. La dispersión se debía a que Osma tenía noticia de que el pretendiente Carlos María Isidro de Borbón se encontraba en Oñate, localidad situada a unos 20 kilómetros al norte de los acantonamientos de la división. Pretendía capturarlo allí haciendo que durante la tarde del siguiente día la división marchara en cuatro columnas, llegando al amanecer a esta localidad.
Los Aduaneros carlistas que observaban los movimientos de las tropas enemigas comunicaron inmediatamente a Zumalacárregui la dispersión que habían visto realizar, por lo que éste estaba informado sobre ella a última hora de la tarde. Al anochecer se puso en marcha con su tropa, durmió en Santa Cruz de Campezo y otras localidades cercanas a esta localidad. Al día siguiente se puso temprano en camino y a mediodía del día 27 había remontado y atravesado la sierra de Andía y se hallaba en la llanura alavesa, situando su tropa en dos grupos a poca distancia al Sur y al este de Alegría de Álava.
A las cuatro de la tarde abandonaba O'Doyle esta población en dirección norte pero Zumalacárregui pudo hábilmente desviarlo hacia el Este, cayendo en la emboscada que le había tendido en los campos y bosques de Chinchetru, siendo la tropa isabelina ampliamente derrotada. Pero unos doscientos cincuenta soldados isabelinos con sus jefes habían conseguido llegar a Arrieta, encerrándose en la iglesia.
Las tropas de la división acantonadas al norte de Alegría de Álava, al enterarse del desastre ocurrido en Chinchetru, se retiraron a Vitoria. Durante la noche llegó hasta aquí la noticia de que en Arrieta, a unos tres kilómetros al oeste de Chinchetru, había una importante sección de soldados isabelinos de la tropa derrotada que había conseguido retirarse y se había encerrado en la iglesia. Osma decidió organizar durante la mañana siguiente una fuerza que dirigiría él mismo y saldría inmediatamente a ponerlos a salvo.

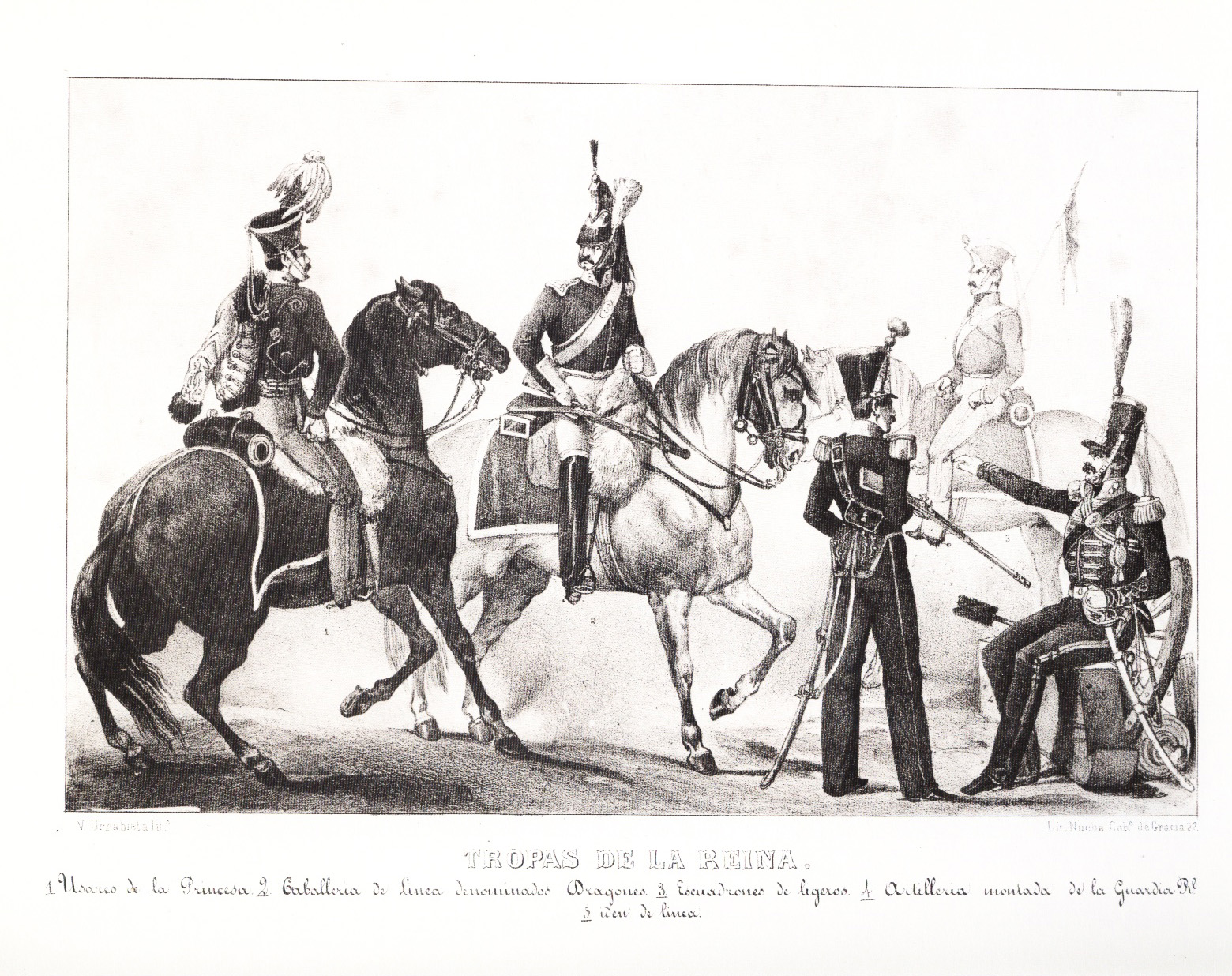
Tropa isabelina

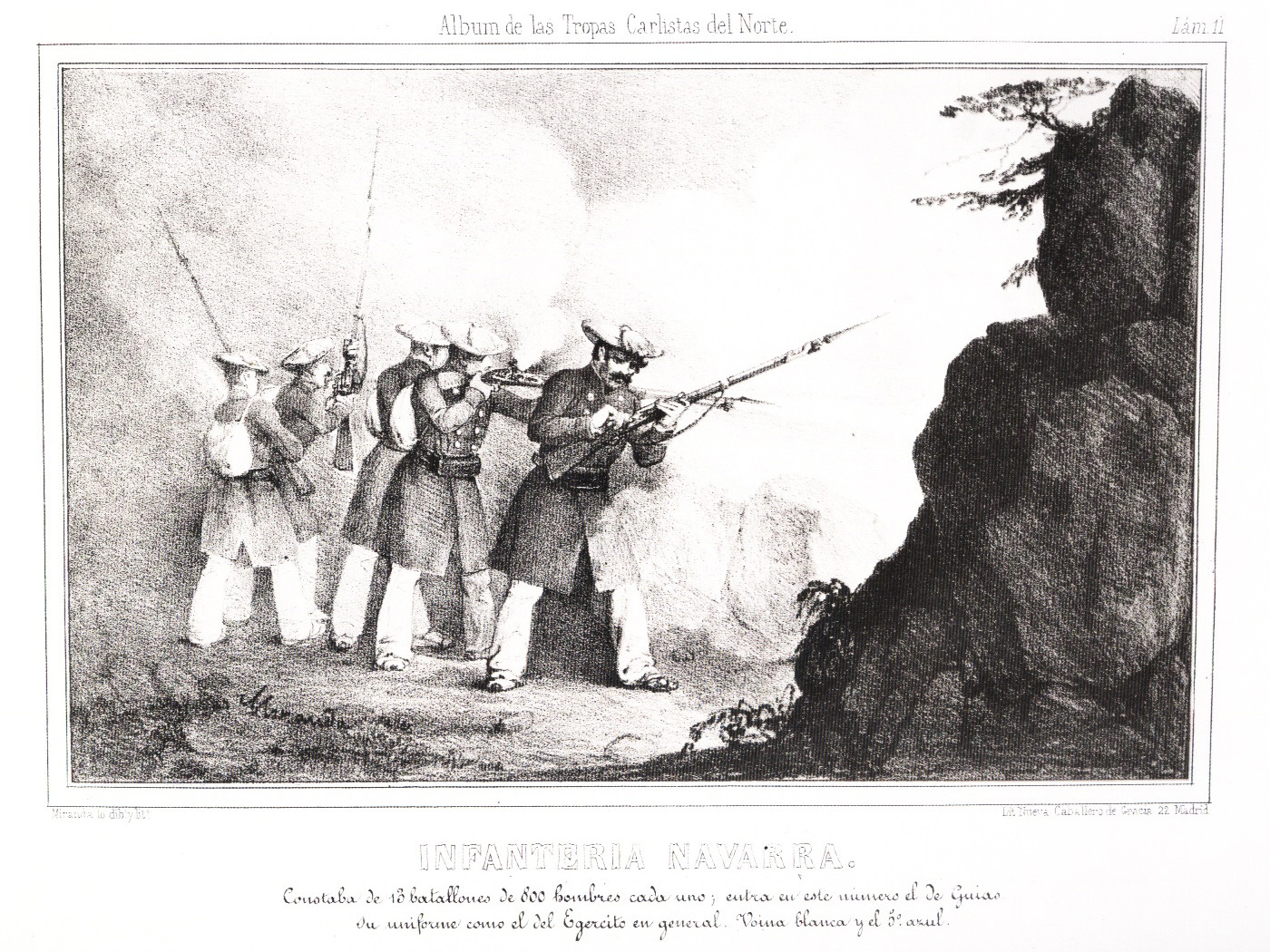
Infantería de Navarra

## Tropa al mando Osma
Regimientos 2º de la Reina, 1º y 2º de Carabineros y el batallón de Bujalance que habían pertenecido a la división de O'Doyle, el provincial de Salamanca, el batallón de San Fernando, dos piezas de artillería y un centenar de jinetes. 

## Tropa al mando de Zumalacárregui
Batallones de Guías de Navarra, primero, tercero, cuarto y sexto de Navarra, segundo de Guipúzcoa, tercero de Álava y el escuadrón de lanceros de Navarra. 

## El paisaje
Benjamín Jarnés dice de Zumalacárregui que "…tuvo por segundo jefe de su ejército al paisaje.".
El jefe carlista aprovechó sabiamente la orografía del terreno, bien para engañar al enemigo, atrayéndole a lugares donde a los carlistas con su táctica guerrillera les era mucho más conveniente luchar que a la tropa regular isabelina, bien aprovechando el terreno desfavorable para la tropa isabelina que ésta había elegido para combatir. Dado que la acción que se desarrolló en la venta de Echavarri es el más importante ejemplo de cómo supo aprovechar la desventaja que para Osma ofrecía el camino por el que pretendía llegar a Arrieta, es preciso describir con detalle este terreno.
Saliendo de Vitoria por el antiguo camino real hacia el Este, se atraviesa una llanura durante doce kilómetros, flanqueada por la derecha o Sur por las estribaciones de la sierra de Andía y por la izquierda o Norte por las de la sierra de San Adrián. El río Zadorra, viniendo desde el este, corre pegado a las laderas de esta última sierra, por lo que la llanura se inclina suavemente de sur a norte y sube, también casi imperceptible, hacia el este. Transcurridos estos doce kilómetros, está el alto de Quilchano, al que llegan desde el este los cerros de Dallo, partiendo en dos la llanura. La izquierda de ésta sigue deslizándose hacia el Zadorra mientras que la derecha se hunde en una depresión de unos sesenta metros de profundidad. Las laderas Norte de los cerros de Dallo bajan suaves hacia el Zadorra mientras que sus caras Sur caen casi verticalmente, pedregosas y desprovistas de vegetación hacia la depresión. A ésta baja el camino real pegado a los cerros en fuerte pendiente. Una vez llegado abajo, hay una cañada hacia el Norte en los cerros de Dallo por los que desagua al Zadorra el arroyo que se crea en la depresión. Sobre el arroyo el camino real tiende un puente y allí, en el lado que da a Vitoria, se encontraba la venta de Echavarri. En ella paraban los carreteros tanto los que habían de subir la cuesta como los que acababan de bajarla para revisar los frenos de sus carruajes, reponer fuerzas e intercambiar noticias sobre el estado del camino.
En la ladera Sur de la hondonada, enfrente de la venta, se encuentra a kilómetro y medio la localidad Echavarri-Urtupiña y más al Este y a dos kilómetros y medio de distancia, está Arrieta.

## La acción
Las tropas de Osma que por la mañana han salido de Vitoria por el camino real hacia el Este, llegan al alto de Quilchano y ven al enemigo formado transversalmente en la hondonada, a la altura de Arrieta. Son las dos de la tarde.
Los dos batallones de carabineros con su escuadrón de caballería y una compañía del batallón de Bujalance bajan al valle. Una vez cruzado el puente, el primer batallón de Carabineros, al mando de Martín Iriarte, y la compañía de cazadores del de Bujalance se encaraman a los cerros de Dallo más próximos, creando la izquierda del frente isabelino. El segundo de Carabineros y un escuadrón de caballería quedan en el fondo del valle, siendo la derecha. En el cerro que está sobre la venta, al oeste de la cañada que da al Zadorra, se coloca medio batallón del segundo de la Reina y a la entrada de esta brecha una compañía del de Bujalance con cincuenta de su caballería para cubrir la izquierda. En la cuesta queda como reserva el otro medio batallón del segundo de la Reina con cincuenta de caballería, el batallón de Salamanca y el resto del de Bujalance. El batallón de San Fernando queda en lo alto de la depresión, a la derecha. Un cañón se monta en la cuesta y el otro cerca del puente.
La formación isabelina es puramente defensiva, sin centro, en clara oposición con su objetivo de avanzar hasta Arrieta. Osma cree que Zumalacárregui, tras el éxito que obtuvo ayer, se decidirá a atacarle, avanzando por la hondonada. Lo dejará llegar y cuando esté al alcance de su artillería, lo someterá a un bombardeo que deshará su formación. Las tropas isabelinas situadas en el valle iniciarán entonces la persecución hasta llegar a Arrieta.
Zumalacárregui ve inmediatamente la pésima formación enemiga, conoce perfectamente la orografía, hace avanzar por el valle a su tropa pero antes de estar al alcance de la artillería, la mayor parte de su tropa dobla rápidamente hacia el Norte y escala los cerros de Dallo. Una vez arriba, dado que la pendiente Norte de los mismos es suave, avanza rápidamente y llega a la altura de los isabelinos encaramados en la cresta. El que Osma haya colocado tan poca tropa en los cerros hace pensar que ignoraba la conformación de los cerros, creyendo que su cara Norte también era tan pendiente como la del Sur y que su tropa allí arriba se encontraba por lo tanto como en lo alto de una muralla, fácil de defenderse ante un enemigo superior. Pero los isabelinos situados en las crestas no pueden aguantar el ataque de los batallones primero y tercero de Navarra, abandonan sus posiciones y bajan al puente. Los carlistas, liberadas las crestas, siguen avanzando por las laderas Norte, llegan a la cañada y por ella avanzan hacia el puente. Osma, situado en la cuesta, no tiene visión de lo que está ocurriendo en la izquierda pero al ver bajar a los de los cerros y retroceder a los de la cañada, manda a su encuentro desde la reserva en la cuesta al resto del batallón de Bujalance y el medio batallón de la Reina. Pero ahora ya está llegando también al combate por el camino real la tropa carlista que había quedado en la hondonada. Con el batallón de Guías al frente, cruzan el puente e inician el asalto al cerro que está encima de la venta, defendido por el medio batallón del segundo de la Reina.
Mientras el ala derecha isabelino formado en la hondonada apenas ha entrado en combate, el de la izquierda queda envuelto por el enemigo e inicia la desbandada. Al verlo, la derecha comienza igualmente a replegarse, saliendo escalonadamente de la hondonada, pero aun así muy castigada por los carlistas que la persigue. Todo hace presagiar que se va a repetir la matanza que tuvo lugar ayer en Chinchetru pero Zumalacárregui ordena dar cuartel a los que se rinden. Sobre la base de los datos de los partes de Zumalacárregui, de Osma y, especialmente, del gobernador de Vitoria que vio salir y volver a la tropa derrotada, la acción en la hondonada, cerros y cuesta, ha tenido apenas una hora de duración.

## Tras la acción
Osma redacta en Vitoria a última hora de la tarde su parte a la reina. En él culpa exclusivamente a sus tropas del desastre, llegando a decir:"… en todas partes las abandonaron sin resistencia, no bastando mi ejemplo para contenerlas ni para que dejasen de huir vergonzosamente, verificándose lo que he dicho a V.M. que todo se ha perdido, pues se perdió el honor, y nada, porque conociéndolos, se tiene la ventaja de saber que no son nada y nada se pierde de perderlos". Así dice el borrador del escrito aunque parte del texto, aquí en negrita, lo ha tachado y lo hace desaparecer en el documento que sale a Madrid. 
Pero su error de táctica le fue pronto echado en cara por oficiales que participaron en el combate. Así le dirá Iriarte: …¿y, porqué, si el objetivo nuestro era salvar a los que se defendían aún en Arrieta, amagando por el flanco izquierdo, no se maniobró por la derecha con destreza para de este modo, unir nuestros esfuerzos con los de aquellos valientes y salvarlos?
Quiere decir que Osma, viendo a Zumalacárregui formado entre Arrieta y los cerros de Dallo, sabiéndose inferior en número pero en posesión de una artillería pesada de la que carecía el enemigo, debería haberse apresurado en ocupar el pueblo de Echavarri-Urtupiña, del que sólo le separaban 1,5 kilómetros mientras que los carlistas se encontraban un kilómetro más alejados. Sabía que Zumalacárregui carecía de tropas capaces de asaltar un puesto guarnecido, lo que había quedado patente en Cenicero y se estaba repitiendo ahora en Arrieta. Una vez ocupado Echavarri-Urtupiña, convertido el lugar en improvisado fuerte y con los dos cañones enfilando el valle, habría iniciado el avance hacia Arrieta por la ladera Sur de la hondonada, siendo muy probable que los encerrados intentarían la salida, yendo a su encuentro. Tanto si hubiese conseguido su objetivo como si lo hubiese malogrado, siempre habría podido realizar después una ordenada retirada hasta Vitoria por la ventaja que le daba su artillería y caballería en el llano.
Los encerrados en Arrieta han visto desde la torre de la iglesia perfectamente el desarrollo del combate. Baja al pueblo la niebla de la sierra y a las doce de la noche, cargando con la bayoneta, arrollan a los pocos carlistas que los cercan, suben hacia el Sur el puerto, llegando al amanecer a Maeztu, donde hay guarnición isabelina. El 1 de noviembre de 1834 se ponen otra vez en marcha y llegan ese mismo día, sin contratiempo alguno, a Vitoria. En las cuentas de Osma del 4.12.1834 se hace constar una partida de 5.208 reales  "...para vestir desnudos y dar levitas a varios oficiales que se salvaron en Arrieta y venían destrozados."
A Vitoria llegan desde Madrid gran parte de los suministros para el ejército isabelino del Norte desde donde se hacen llegar a Bilbao, San Sebastián y Pamplona. Con las pérdidas sufridas por las tropas en Álava, ya no es posible realizar estos traslados al carecer de tropas para protegerlos, incluso las comunicaciones quedan cortadas. Así, Espoz y Mina aún ignora el 2 de noviembre en Pamplona lo ocurrido a las tropas de Osma, puesto que escribe a éste: "Espero que lo antes posible vendrá la brigada de O´Doyle". Osma le cuenta lo que ha ocurrido con sus tropas, reconociendo el engaño al que le sometió "...el zorro de Zumalacárregui".
A Pamplona comienza a llegar con dificultad leña suficiente para cocinar el rancho de la guarnición ya que los aduaneros carlistas ejercen gran presión sobre las personas que se dirigen a esta ciudad. Las dos divisiones isabelinas operativas en Navarra, temerosas de verse también envueltas en un ataque imprevisto, se ven obligadas a retirarse al este del Arga, a las fortificaciones de Puentelarreina y Pamplona. 
Ha llegado así el momento propicio, tan esperado por Zumalacárregui, de realizar una expedición a la rica zona de la ribera de Navarra. La hace por Los Arcos, Sesma, Miranda de Arga, Peralta, Villafranca, cruzando el Arga y el Aragón y por el monasterio de la Oliva y Sanguesa vuelve al Pirineo, cruza el Arga al norte de Pamplona y se asienta otra vez en La Berrueza. Ha vuelto con un rico botín de provisiones, ropa, dinero y nuevos soldados. Y la moral de su tropa es muy alta por lo que decide presentar por primera vez una batalla formal a los isabelinos. Lo hará el 12 de diciembre de 1834 en Mendaza.
Dos semanas antes de los desastres isabelinos en Álava, los medios de comunicación de la zona ocupada por el gobierno isabelino estaban repletos de las noticias sobre el heroico comportamento de los habitantes de Cenicero que habían hecho frente a Zumalacárregui desde la torre de la iglesia a la que había ordenado incendiar. Mas ahora, el gobierno isabelino hace cuanto puede para ocultar a la opinión pública los hechos ocurridos el 27 y 28 de octubre en Álava. Osma comenta ...he observado el silencio del gobierno sobre nuestros desastres de octubre... En los expedientes de Osma y de O'Doyle conservados en el Archivo General Militar de Segovia tampoco se mencionan sus participaciones en las acciones de Alegría de Álava y de la Venta de Echavarri.
El estado de ánimo de Osma queda patente cuando el 27 de noviembre, al enterarse de que el general isabelino Luis Fernández de Córdova ha tenido un encuentro con tropas carlistas en Orbiso, le comunica:"Si, como creo, le embarazan a V.E. los prisioneros, puede enviármelos para unirlos con otra porción que existen  en esta plaza...para enviarlos a Burgos, excepto alguno que fuese de ese pueblo y mereciese ser fusilado".

## Para ver
- Wikimedia Commons alberga una galería multimedia sobre Iconografía de la Primera Guerra Carlista.

- Datos: Q3755373